# 鶏伝染性喉頭気管炎
鶏伝染性喉頭気管炎（にわとりでんせんせいこうとうきかんえん、英語: infectious laryngotracheitis）は、伝染性喉頭気管炎ウイルス感染を原因とする鳥類に感染症。伝染性喉頭気管炎ウイルスはヘルペスウイルス科アルファヘルペスウイルス亜科に属するDNAウイルス。
日本では家畜伝染病予防法において届出伝染病に指定されており、対象動物はニワトリ。なお、日本獣医学会の提言で法令上の名称が「伝染性喉頭気管炎」から「鶏伝染性喉頭気管炎」に変更された。

## 特徴
感染経路は接触感染、飛沫感染であり、呼吸器症状、血痰の喀出、眼症状などを引き起こす。病変は喉頭、気管などの呼吸器系組織、眼結膜に限局し、粘膜上皮細胞の合胞体形成と核内封入体が認められる。診断には中和試験、寒天ゲル内沈降反応、蛍光抗体法、ELISAが用いられる。伝染性喉頭気管炎ウイルスを発育鶏卵の漿尿膜上に接種するとポックを形成する。予防には生ワクチンが使用されるが、治療法はない。鶏伝染性喉頭気管炎の生ワクチンとニューカッスル病の生ワクチンの間では干渉現象が認められるため、両者は混合使用されない。ニューカッスル病、伝染性気管支炎、粘膜型鶏痘、鶏マイコプラズマ症、伝染性コリーザとの鑑別が必要である。